# Vaandeldrager (dier)
De vaandeldrager (Lindenia tetraphylla) is een echte libel uit de familie van de rombouten (Gomphidae).
De wetenschappelijke naam van de soort werd in 1825 als Aeshna tetraphylla door gepubliceerd Pièrre Léonard Vander Linden.

## Synoniemen
- Lindenia inkitii Bartenev, 1929
- Lindenia quadrifoliata Eversmann, 1854